# Ohara (serie televisiva)
Ohara  è una serie televisiva statunitense in 30 episodi trasmessi per la prima volta nel corso di 2 stagioni dal 1987 al 1988.
È una serie poliziesca incentrata sui casi affrontati da un apparentemente pacifico tenente di polizia statunitense dalle origini giapponesi.

## Trama
Ohara (interpretato da Pat Morita) è un detective di origini giapponesi della polizia di Los Angeles. Ohara utilizza mezzi poco convenzionali per risolvere i crimini, rifacendosi alla spiritualità, alla filosofia zen e alla meditazione, spesso senza l'uso di armi o di un partner, lasciandosi guidare dall'intuito. Tuttavia, fa ricorso alle arti marziali in caso di necessità. In diversi casi fa coppia con il tenente George Shaver, detective dai metodi più convenzionali. Dopo la fine della prima stagione, vi è una sostanziale cambio nel cast: se già nel corso della prima stagione, dopo i primi deludenti risultati, la produzione aveva leggermente cambiato il format degli episodi (con Ohara che viene affiancato in maniera regolare da un partner dopo gli episodi iniziali in cui il personaggio risolveva i casi da solo) dalla seconda stagione il tenente Ohara si trasferisce in un nuovo team federale e molti dei personaggi che interpretavano i suoi colleghi vengono cancellati dalla serie. Alla fine della seconda stagione, l'ultima, Ohara e il suo partner diventano investigatori privati .

## Personaggi e interpreti
- Tenente Ohara (30 episodi, 1987-1988), interpretato da Pat Morita.
- Capitano Lloyd Hamilton (30 episodi, 1987-1988), interpretato da Kevin Conroy.
- Capitano Ross (30 episodi, 1987-1988), interpretato da Jon Polito.
- Gussie Lemmons (30 episodi, 1987-1988), interpretato da Madge Sinclair.
- Detective Jesse Guerrera (30 episodi, 1987-1988), interpretato da Richard Yniguez.
- Tenente Cricket Sideris (30 episodi, 1987-1988), interpretata da Catherine Keener.
- Tenente George Shaver (30 episodi, 1987-1988), interpretato da Robert Clohessy.
- assistente del procuratore distrettuale Teresa Storm (30 episodi, 1987-1988), interpretata da Rachel Ticotin.

### Guest star
Tra le guest star: Duane Davis, Denise Crosby, Leland Sun, Brandon Lee.

## Produzione
La serie fu ideata da Michael Braveman, John A. Kuri e Pat Morita e girata negli studios della Warner Brothers a Burbank in California. Le musiche furono composte da Bill Conti.

### Sceneggiatori
Tra gli sceneggiatori sono accreditati:
- Jeffrey Mandel in 6 episodi (1988)
- Bruce A. Taylor in 6 episodi (1988)
- Roderick Taylor in 6 episodi (1988)
- William Bleich
- Michael Braverman
- Ronald M. Cohen
- Jonathan Glassner
- John A. Kuri
- Jeremy Lew
- Pat Morita

## Distribuzione
La serie fu trasmessa negli Stati Uniti dal 17 gennaio 1987 al 7 maggio 1988  sulla rete televisiva ABC. In Italia è stata trasmessa su Canale 5 con il titolo Ohara.
Alcune delle uscite internazionali sono state:
- negli Stati Uniti il 17 gennaio 1987 (Ohara)
- in Francia il 9 luglio 1988 (Ohara)
- in Spagna (Ohara)
- in Italia (Ohara)

## Episodi
| Stagione         | Episodi | Prima TV USA |
| ---------------- | ------- | ------------ |
| Prima stagione   | 11      | 1987         |
| Seconda stagione | 19      | 1987-1988    |